# Błagojewo
Błagojewo – osiedle typu miejskiego w Rosji, w Republice Komi. W 2010 roku liczyło 2221 mieszkańców.